# Bikameralismus

Státy s bikamerálním parlamentem.
Státy s unikamerálním parlamentem.
Státy bez parlamentu.

Bikameralismus neboli dvoukomorovost označuje typ parlamentu, který je složen ze dvou komor, dolní a horní. Obě komory se podílejí na výkonu funkcí parlamentu, zejména na zákonodárném procesu, jsou na sobě více či méně nezávislé a více či méně se od sebe odlišují. 

## Specifika bikamerialismu
Dvoukomorovost je historicky blízká koncepci smíšené vlády, založené na souhře a vyvažování různých sociálních činitelů, z nichž žádný není dominantní, a traktované bezpočtem myslitelů od antiky po 19. století (Aristoteles, Cicero, Tomáš Akvinský, Grotius, Althusius, Komenský aj.). Jejím zřejmě prvním systematikem byl Polybios, identifikující smíšenou vládu s ideální ústavou starého Říma, jednak prolamující cyklus střídání (degenerace a regenerace) forem vlády, jednak čelící svou vyvážeností jednostrannostem každé z čistých aristotelských forem vlády. Podstatu myšlenky smíšené vlády vhodně vystihl v dějinách českého politického myšlení Jan Amos Komenský: „Podle Komenského je předností monarchie jednotící síla, předností aristokracie v čele s panovníkem schopnost spojovat jednotu s mnohostí. Kladným rysem demokracie je síla rozprostírací, která zabraňuje opomíjení některého člena společnosti. Spojení těchto pozitivních sil spatřuje Komenský ve smíšené vládě, ve které dochází ke zvětšení dobra a zmenšení zla ve státě.“ Loewenstein ji spojuje se vtažením všech společenských tříd do procesu vládnutí, v němž je každá zastoupena svým státním orgánem.
Právě příbuznost bikameralismu s myšlenkou smíšené vlády, reprezentující různé třídy a zájmy, vede některé autory k závěru o existenci „quasi – dvoukomorových institucí“ již ve starověkém Řecku. Mají jimi být vzájemně se kontrolující rady některých městských států (Athény a Sparta, ale i Kartágo), resp. rady kombinované s lidovým shromážděním. Podobné uspořádání shledávají i v Římě v součinnosti elitního Senátu a různých typů lidových shromáždění, zejména comitia curiata. Kombinace rozhodování rady (Senátu) a shromáždění o téže věci, tzn. dvojí posouzení téže věci, snad umožňuje o „quasi-bikameralismu“ hovořit, což by ovšem neplatilo v případě paralelně působících lidových shromáždění s rozdělenou působností.

## Současné dvoukomorové systémy
Typickými ukázkami dvoukomorových zákonodárných sborů s bohatou minulostí mohou být Velká Británie, Spojené státy americké nebo Francie. Ve Velké Británii mají nejstarší a nejpočetnější druhou komoru, Sněmovnu lordů, jež je zvláštní způsobem ustavování: převažují doživotně jmenovaní členové, doplnění 92 dědičnými peery a virilisty z řad anglikánských biskupů.
Americký Senát bývá považován za nejsilnější druhou komoru na světě: nejen, že je jeho souhlasu třeba k přijetí každého rozhodnutí Kongresu, ale navíc zasahuje svými kontrolními oprávněními do výkonné moci (souhlas k ratifikaci mezinárodních smluv, souhlas k četným jmenovacím úkonům). Je vzorem federativních druhých komor jak silou, tak složením. Každý členský stát USA je bez ohledu na počet obyvatel zastoupen dvěma senátory.
Ve Francii je vývoj dvoukomorového uspořádání velmi členitý. Podstatné však je, že tamní Senát je ukázkou komor regionální reprezentace, které jsou inspirovány komorami federativními, avšak působí v unitárních státech. Jejich úkolem je prosazování a ochrana regionálních zájmů, jež jsou sem vnášeny prostřednictvím způsobu ustavování (zde nepřímá volba).